# جمهوری دوم لهستان
جمهوری دوم لهستان (به لهستانی: Rzeczpospolita Polska) یا عنوان رسمی جمهوری لهستان، کشوری در اروپای شرقی بودکه بین سال‌های ۱۹۱۸ تا ۱۹۳۹ وجود داشت.
پس از پایان جنگ جهانی اول در سال ۱۹۱۸ کشور لهستان دوباره ایجاد شد و با به حکومت رسیدن مارشال یوزف پیلسودسکی لهستان بار دیگر در اروپا عرض اندام کرد. در ۱۱ نوامبر ۱۹۱۸ در لهستان یک نظام جمهوری برقرار گردید. سال ۱۹۱۹، ایگناس پادورسکی نخست‌وزیر لهستان شد. سال ۱۹۲۶ پیلسودسکی در یک کودتا قدرت کامل را از آن خود کرد و تا زمان مرگش در ۱۲ می ۱۹۳۵ در لهستان یک حکومت دیکتاتوری برقرار نمود. سال ۱۹۳۹ پیمان عدم تجاوز بین آلمان و شوروی موسوم به پیمان مولوتوف–ربینتروپ امضا شد و این دو کشور لهستان را به‌طور مخفیانه بین خود تقسیم نمودند. در ۱ سپتامبر ۱۹۳۹ شوروی و آلمان از شرق و غرب لهستان را مورد تهاجم قرار دادند و معاهدهٔ تقسیم لهستان در ۲۸ سپتامبر ۱۹۳۹ به امضای دو طرف رسید.

## اقلیت آلمانی
بین سال‌های ۱۹۱۸ تا ۱۹۲۲ جمعیت زیادی از شهروندان سابق آلمان به زیر سلطه لهستان درآمدند. بیشتر ایالت پوسن ماه دسامبر سال ۱۹۱۸، پیش از آغاز رسمی مذاکرات صلح در پاریس، در پی درگیری‌های نظامی به اشغال لهستان درآمد. پس از انعقاد پیمان ورسای، بیشتر پروس غربی و بخش‌هایی از سه ایالات دیگر آلمان ماه ژانویه سال ۱۹۲۰ به لهستان سپرده شد. سومین گروه بزرگ از آلمانی‌ها با همه‌پرسی در سیلزی علیا و تقسیم این ناحیه بر اساس کنوانسیون ژنو در ماه مه سال ۱۹۲۲، تحت حاکمیت لهستانی‌ها واقع گشتند.